# JR東日本FV-E991系電車
FV-E991系電車（FV-E991けいでんしゃ）は、東日本旅客鉄道（JR東日本）の試験用の水素式燃料電池駆動電車である。「HYBARI」（ひばり）の愛称を持つ。

## 概要
燃料電池式電車として二酸化炭素の排出ゼロ（ゼロ・エミッション）を目指して開発された車両で、2030年度の導入を目標に2022年3月下旬から実証実験が行われている。JR東日本の燃料電池式電車としては、2006年（平成18年）に改造したクモヤE995形電車「NE トレイン」に次ぐ（ただし、クモヤE995形は無車籍）。
屋根上の水素貯蔵ユニットから高圧水素を燃料電池装置へ供給し、空気中の酸素との化学反応により発電をする。愛称の「HYBARI」は「HYdrogen-HYBrid Advanced Rail vehicle for Innovation（変革を起こす水素燃料電池と主回路用蓄電池ハイブリッドの先進鉄道車両）」の略称である。

## 構造

### 車体
EV-E301系と似た「sustina」S23シリーズのストレート車体を採用しており、正面非貫通の20m 級の3ドア車体で、2号車の屋根上に水素貯蔵ユニットが搭載されているため天井や荷棚がやや低くなっている。運転台は一般的な電車とあまり違いはないが、通常設けられるパンタグラフの昇降ボタンが無く、代わりに左側面に「システム起動」ボタン、コンソール手前に「システム終了」ボタンが設けられている。
車両には燃料電池の化学反応から生まれる水を、青いしぶきと大地を潤すイメージでとらえ、スピード感と未来感を持たせたデザインがされ前面と側面に「HYBARI」のロゴが配置されている。なお、車両用信号炎管の設置は省略され、1号車の屋根上には将来的なパンタグラフの搭載を考慮して台座が設けられている。

### 車内
車内は、他のsustinaシリーズの営業用車両に準じたオールロングシートで、シートモケットは自然のエネルギーが感じられる青系とグリーン系で、大自然の山並みと「HYBARI」の文字が並べられたデザインとなっている。連結面は片側が車椅子スペース、向かい側が機器室となっており、側面にはエネルギーモニタが設けられる。試験車両であるため、窓にはブラインドを兼ねたカーテンが設置されている。機器室には床下に収納できなかったブレーキ制御装置や空気だめ（空気溜め ≒ 空気タンク）が収容されている。
空調装置は屋根上集中式のAU736形で、能力は38.37 kW（33,000 kcal/h）を有する。

### 走行機器
2号車の屋根上に水素貯蔵ユニットを配置し、2号車の床下にある燃料電池装置へ世界初となる70MPaの高圧水素を供給して空気中の酸素との化学反応で発電を行う。水素貯蔵ユニットは容量51Lのタンクを5個ずつ内蔵しており、計4ユニットが搭載され、圧力70MPaで約40kgの水素を貯蔵できる。なおこの貯蔵ユニットの製造に際しては、トヨタの「MIRAI」のノウハウが応用されている。またタンクは高圧ガス保安法に基づく特認を受けており、走行可能な線区が限定される。燃料電池は固体高分子形で、出力60kWのものを編成で4基（1箱2台×2基）搭載する。
1号車の床下には主回路用蓄電池を配置し、前述した燃料電池装置からの電源供給と回生ブレーキからの電源供給によりエネルギーを蓄え、主変換装置（電力変換装置）を通した上で主電動機などへ送られる。なお、空調装置などのサービス機器に用いられる電源は、電力変換装置を介さず補助電源装置（静止形インバータ）へ供給される。主変換装置（電力変換装置）は日立製作所製で、素子にはフルSiC-MOSFETを使用しており、電動機制御単位は2群（1C2M2群制御）、補助電源装置と一体形である。主電動機は出力95kW×4台、主回路蓄電池は容量120kWhのリチウムイオン二次電池を2基搭載する。補助電源装置は主変換装置（電力変換装置）と一体形で、回路は待機2重系構成、定格容量は60 kVA、出力電圧は三相交流440V,60Hz。
台車は総合車両製作所製の軸梁式ボルスタレス台車で、動力台車がDT960・DT960A、付随台車がTR919・TR919Aと称する。基礎ブレーキは動力台車が片押し式のユニットブレーキ、制御車が片押し式ユニットブレーキ併用のディスクブレーキ（1軸2枚）を併用する。
モニタ装置はMON22を搭載している。

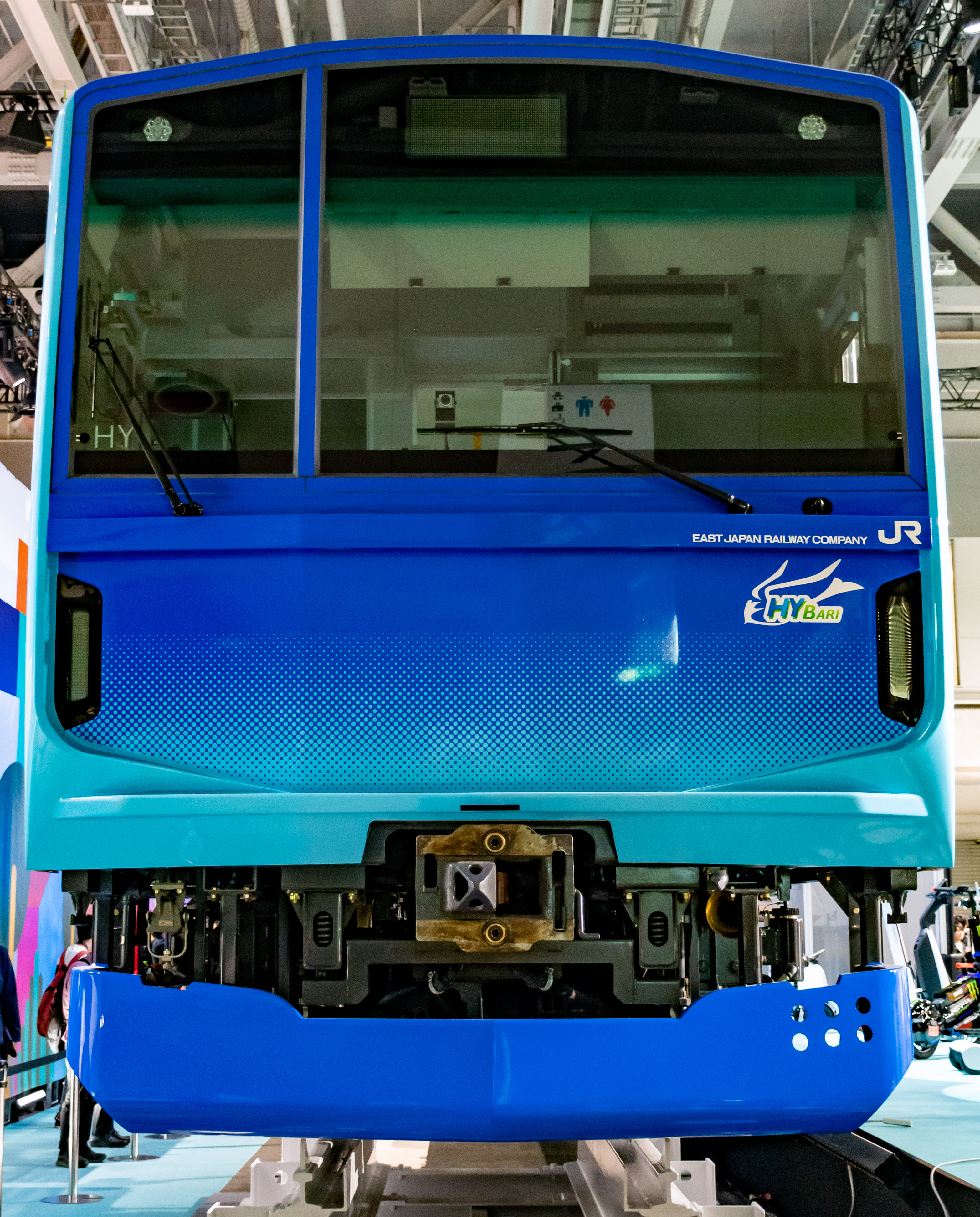
前面
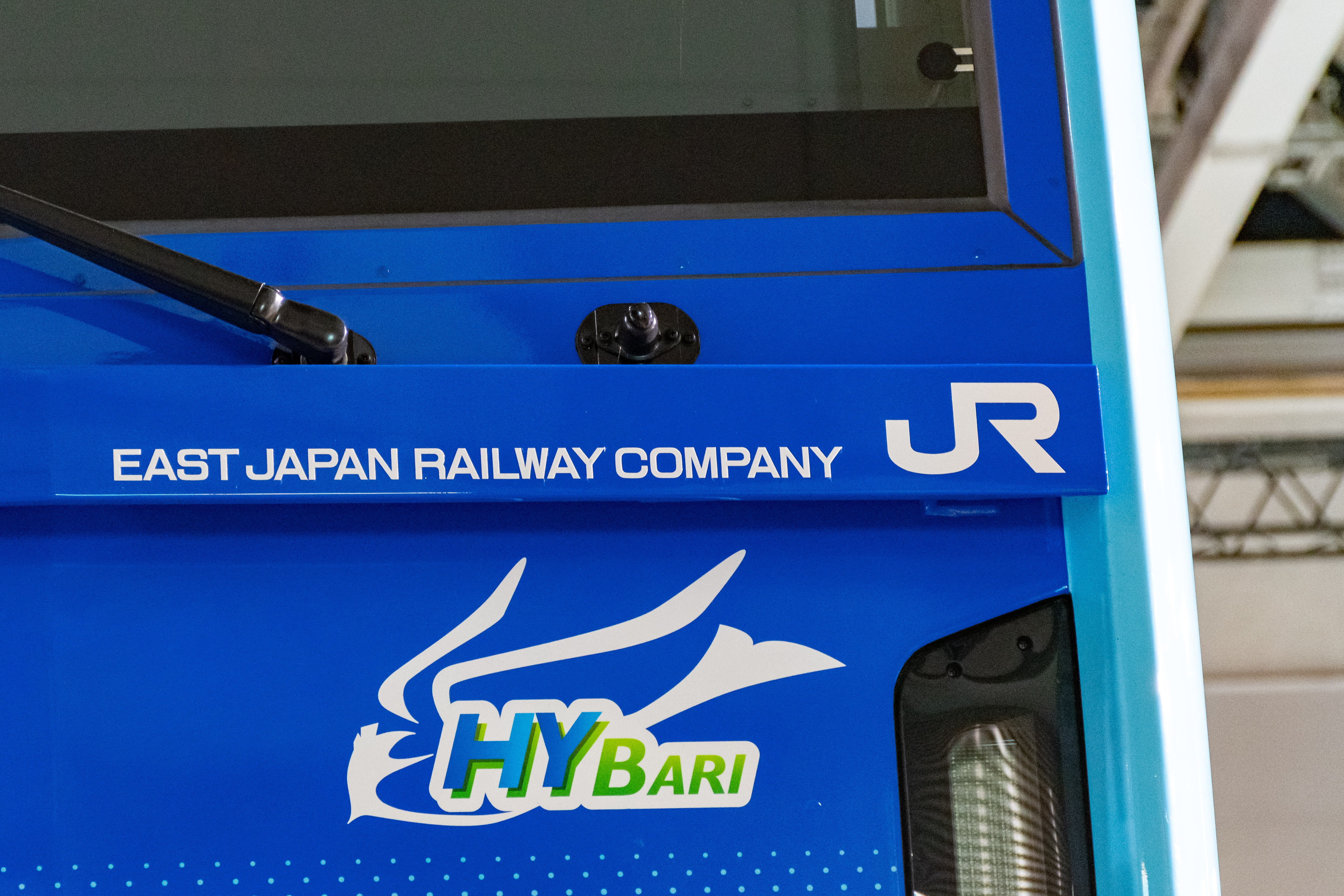
ロゴマーク
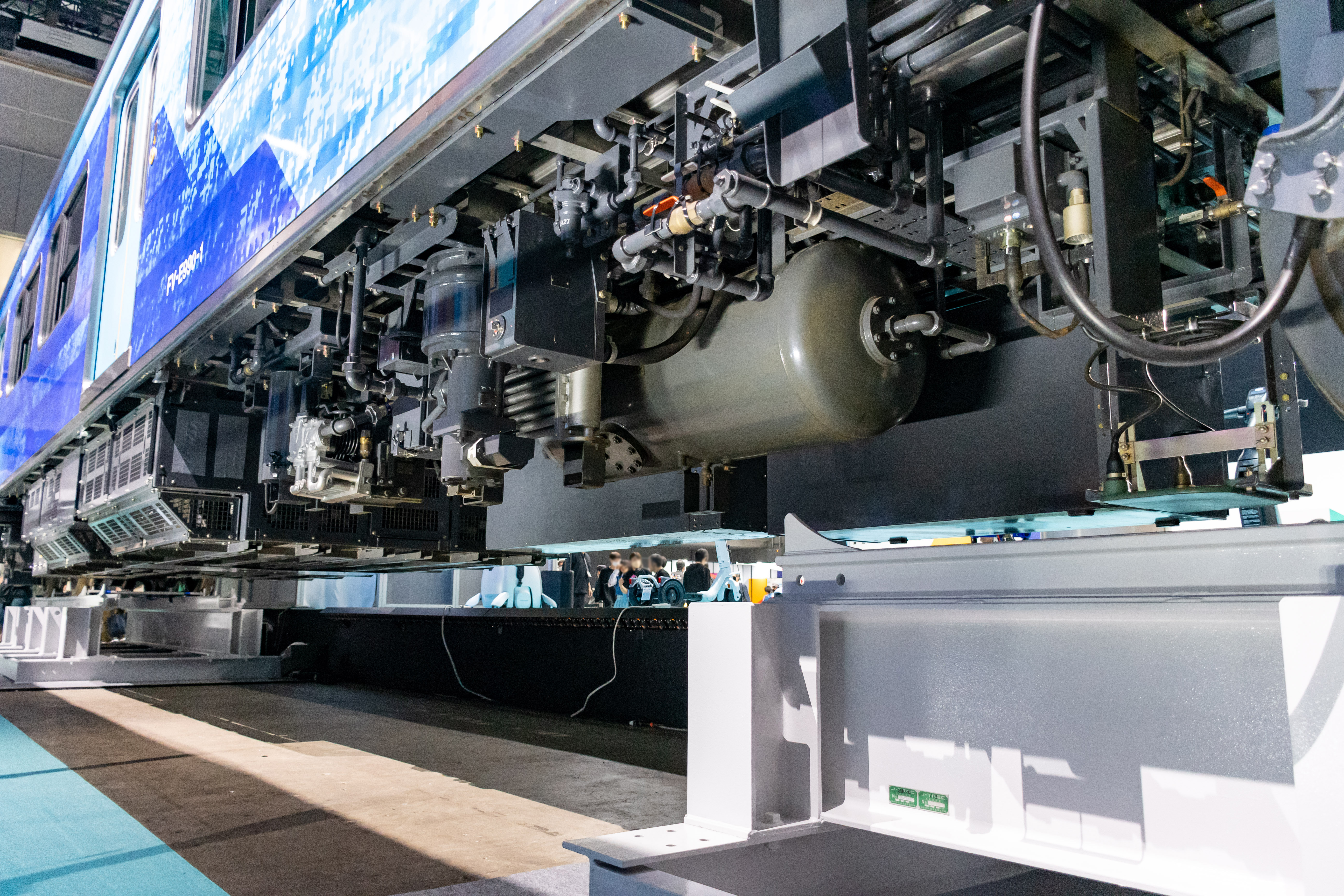
床下配管ユニット
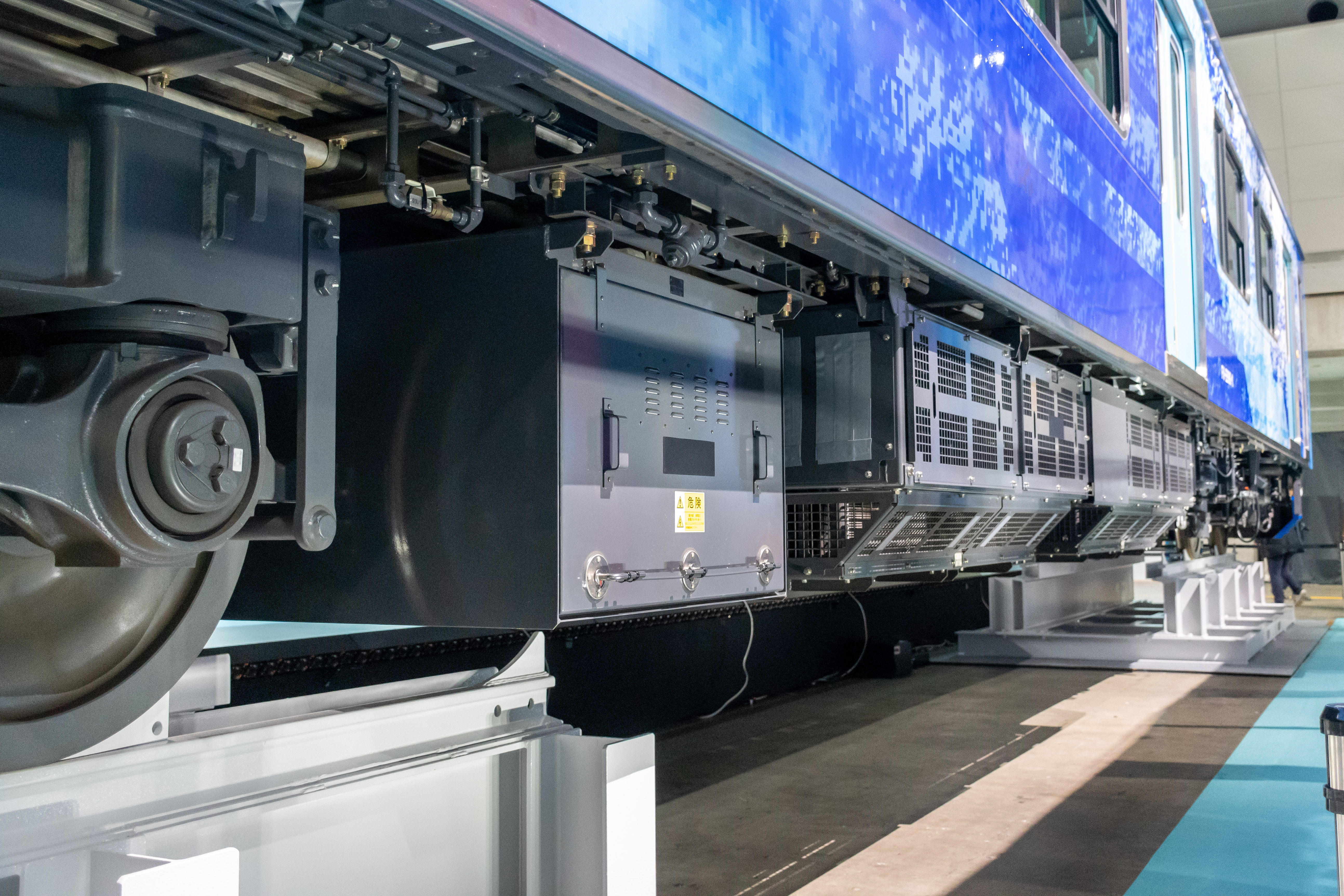
燃料電池装置
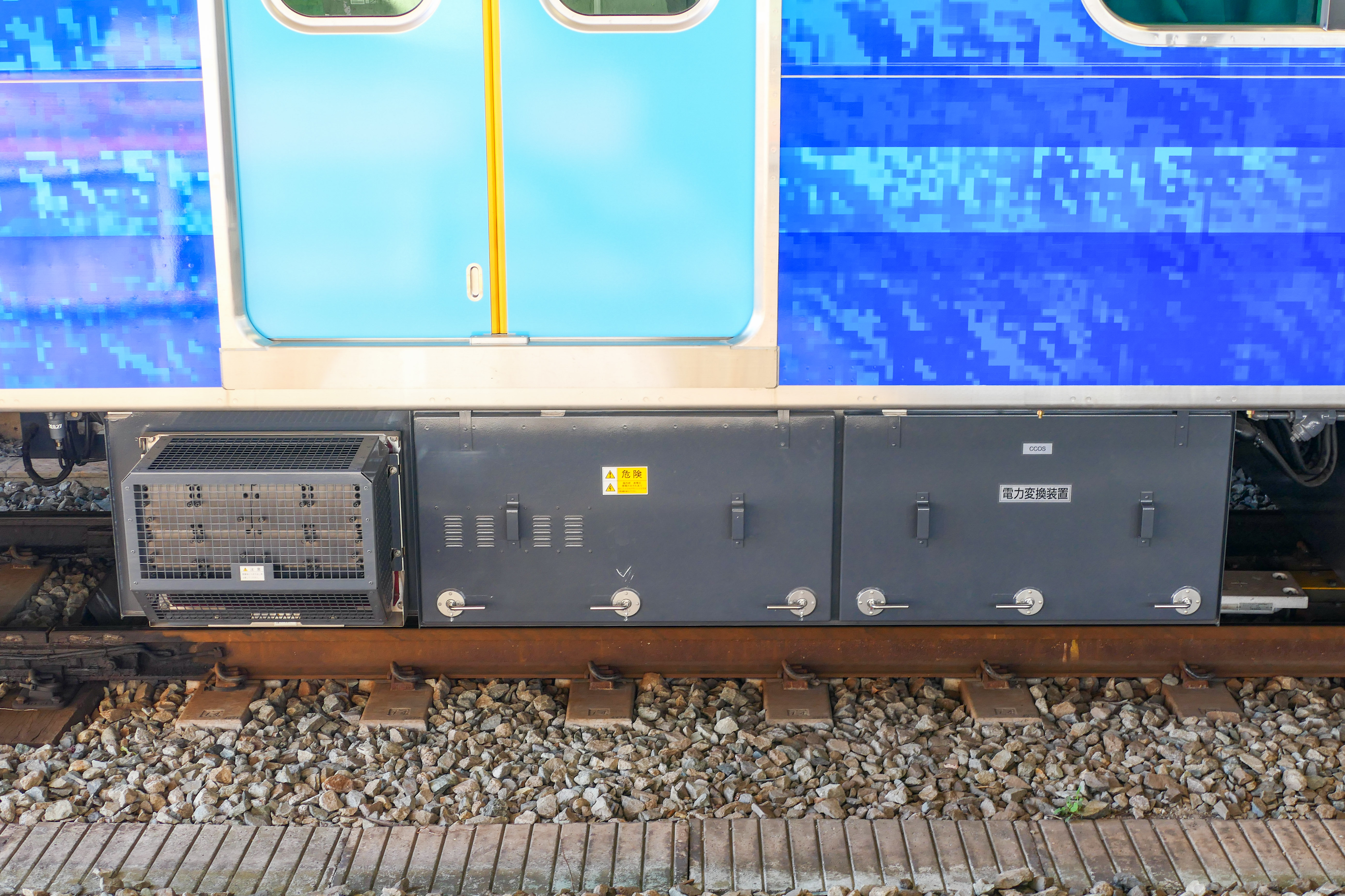
主変換装置

### 編成
車両は1M1Tの2両編成で1号車が制御電動車のFV-E991形（Mzc）で2号車が制御付随車のFV-E990形（Tzc’）である。また、一回の水素充填で140kmほど走行することができる。
編成番号は「HYBARI」から取られた「HY」である。
JR東日本では2050年度までに二酸化炭素排出量ゼロを目標として掲げており、二酸化炭素を排出しない車両の開発が行われることになった。また、開発にあたりトヨタ自動車、日立製作所と連携して開発を行うことになった。燃料電池装置はトヨタ自動車の開発で、鉄道用ハイブリッド駆動システムは日立製作所が携わって開発されている。
| 形式     | ← 鶴見扇町 →      | ← 鶴見扇町 →       | 落成日        |
| 形式     | FV-E991形 （Mzc） | FV-E990形 （Tzc'） | 落成日        |
|          |                   |                    |               |
| 搭載機器 | CI                | BT・CP             |               |
| HY       | 1                 | 1                  | 2022年2月24日 |

- CI：主変換装置（電力変換装置）、補助電源装置一体形
- BT：制御用蓄電池
- CP：空気圧縮機
  - Mzc車には主回路蓄電池（リチウムイオン二次電池）を2群搭載（床下）[9]
  - Tzc車には燃料電池システム（固体高分子形燃料電池）を2群（床下）と水素燃料システムを4ユニット（屋根上）搭載

## 運用
鎌倉車両センター中原支所に配置され、2022年3月下旬から鶴見線全線、南武線浜川崎駅 - 尻手駅 - 登戸駅間で実証実験を行っている。実証実験に向けた環境・設備整備はJR東日本と神奈川県、横浜市、川崎市、JR貨物、昭和電工が連携して行い、水素充填設備は扇町駅構内に設けられた。なお、前述の通り、水素貯蔵ユニットの特認の関係で、当面は他線区での走行は予定されていない。
2023年10月には、JAPAN MOBILITY SHOW 2023への出展のため、FV-E990形1両が東京ビッグサイトに陸送された。出展後は南武線に戻され、12月より試験走行を再開している。2024年2月28日、鶴見線鶴見駅 - 扇町駅での走行試験を報道公開した。

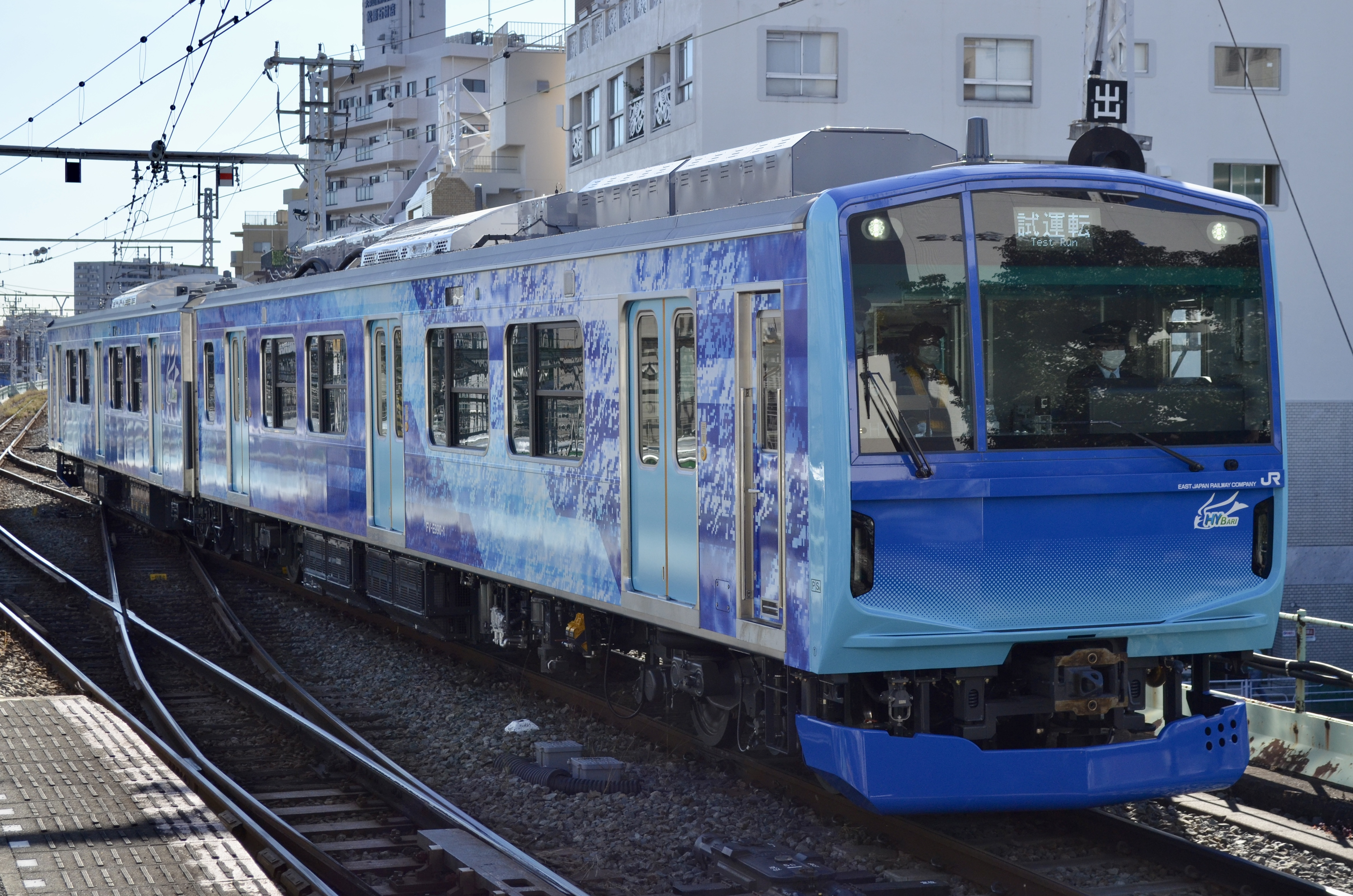
鶴見線で試運転を行うFV-E991系（2022年11月 鶴見駅）
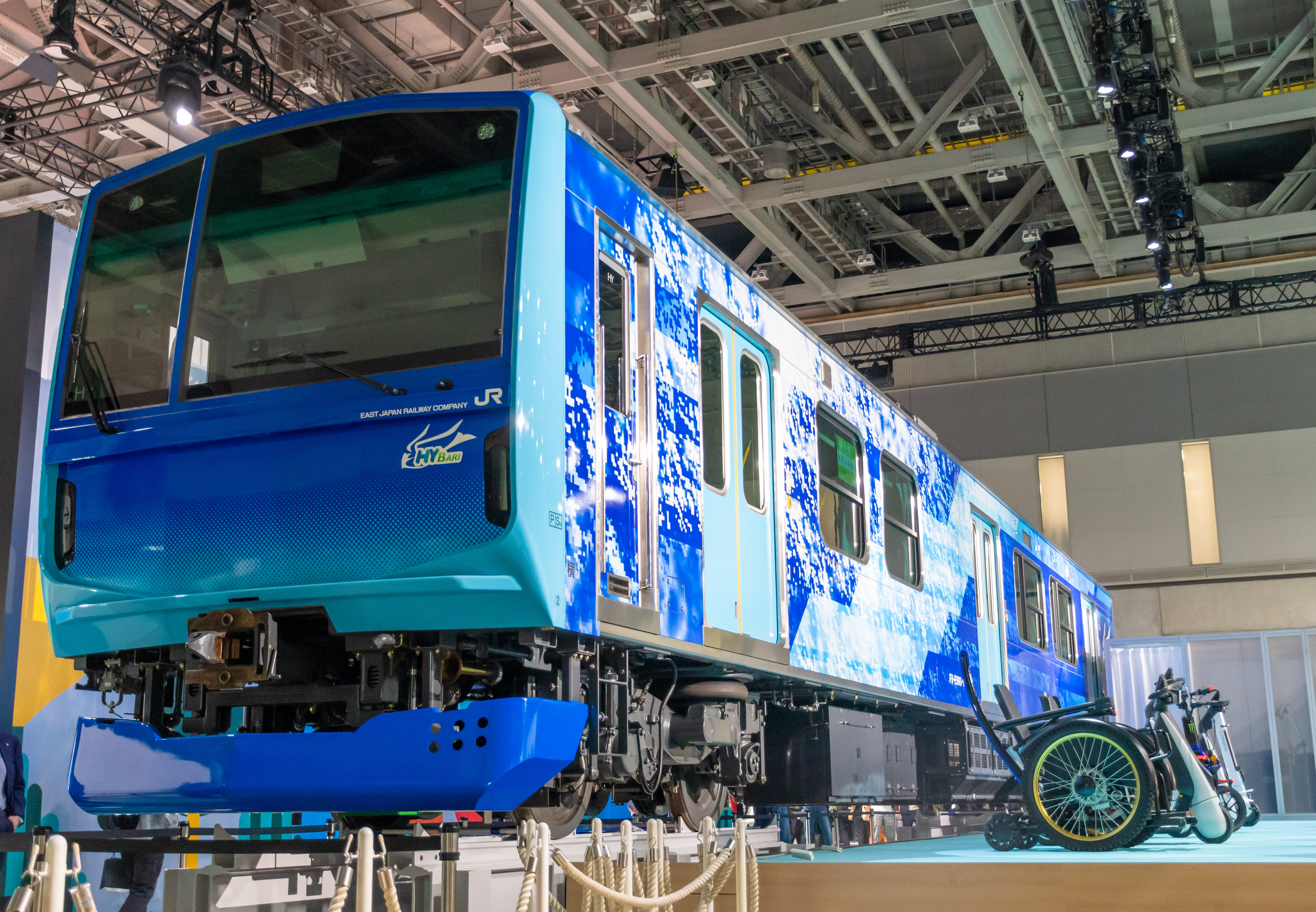
「JAPAN MOBILITY SHOW 2023」で展示されたFV-E990-1（2023年10月31日）